# Lý Thừa Càn
Lý Thừa Càn (chữ Hán: 李承乾; 619 - 5 tháng 1, năm 645), tự Cao Minh (高明), thụy hiệu là Thường Sơn Mẫn vương (恆山愍王), con trai trưởng của Đường Thái Tông Lý Thế Dân và Trưởng Tôn hoàng hậu.
Ông là người được Đường Thái Tông lập làm Thái tử đầu tiên, nhưng sau đó bị Thái Tông phế và lập em trai của ông là Tấn vương Lý Trị làm Thái tử.

## Thời trẻ
Lý Thừa Càn sinh năm 619, không lâu sau khi ông nội là Đường Cao Tổ Lý Uyên lập nên nhà Đường. Ông là con trai trưởng của Tần vương Lý Thế Dân và Vương phi Trưởng Tôn thị, được đặt tên là Thừa Càn bởi ông sinh ra tại Thừa Càn điện (承乾殿) ở Thái Cực cung (太极宫). Tên gọi của ông tuy lấy theo tên cung điện mà đặt, nhưng ý tứ sâu xa, thừa càn nghĩa là thừa kế hoàng nghiệp, thống lĩnh càn khôn (承继皇业，总领乾坤). Cái tên này cũng chính là ông nội Lý Uyên trực tiếp đặt cho ông.
Năm 620, ông được phong Thường Sơn Quận vương (恆山郡王), đúng vào thời điểm hai em trai là Lý Thái và Lý Khác cũng được phong. Năm 622, ông lại được cải phong làm Trung Sơn Quận vương (中山郡王). Cùng năm đó, cháu gọi Trưởng Tôn thị bằng biểu cô là Trưởng Tôn Gia Khánh (长孙家庆) được phong làm bạn đọc cùng thư phòng với Thừa Càn.
Năm 624, ông được cải phong Trung Sơn vương (中山王). Lúc đó Tần vương Lý Thế Dân vừa bình định Vương Thế Sung, đã cho mời 2 vị Nho sĩ là Lục Đức Minh (陆德明) và Khổng Dĩnh Đạt (孔颖达) về phủ dạy bảo Thừa Càn kiến thức về Nho giáo. Cùng năm đó, Lý Thế Dân dùng em trai của Trưởng Tôn Gia Khánh là Trưởng Tôn Tường (长孙祥) cũng nhập phủ phụ học cùng Thừa Càn.

## Thái tử
Năm 626, Lý Thế Dân lên ngôi Hoàng đế sau khi giết anh trai là Thái tử Lý Kiến Thành và em trai là Tề vương Lý Nguyên Cát trong Sự biến Huyền Vũ môn, Trưởng Tôn thị được phong Hoàng hậu. Với thân phận là con đích trưởng cao quý, 7 tuổi Lý Thừa Càn được cha phong ngay làm Hoàng thái tử.
Lý Thừa Càn được sử gia nhận xét thông minh bản tính, phong thái anh tuấn, được Thái Tông vô cùng yêu quý. Khi đó, thầy của Thừa Càn là Lý Cương (李綱) có tật không thể đi đứng, chỉ có thể ngồi kiệu đến giảng học cho Thái tử. Thừa Càn đã tự mình nghênh tiếp thầy giáo, thái độ cực kì cung kính. Sau khi Lý Cương qua đời, Thái tử còn đích thân lập bia mộ cho ông.
Năm 630, nhằm tôn vinh công trạng của đại thần Đỗ Như Hối (杜如晦), Thái Tông ngầm cho Thừa Càn đến thăm Như Hối khi ông bị bệnh. Cũng trong năm đó, Thái Tông trao cho ông quyền xử lý các kháng cáo pháp lý đòi hỏi phúc thẩm những phán quyết của Thượng thư tỉnh (尚書省), tạo dựng một mối quan hệ phúc phẩm giữa cơ quan trung ương nhà nước và Hoàng đế. Đại thần Lý Cương và Tiêu Vũ (蕭瑀) được phân đến hỗ trợ Thái tử xử lý công việc, mỗi khi Thái tử nghe việc chính sự, đều do 2 người này cùng Phòng Huyền Linh giúp đỡ.
Năm 631, Thái tử tổ chức lễ trưởng thành. Cùng năm đó thì ông bị bệnh, Thái Tông muôn phần lo lắng. Trước đây, Thái Tông không ưa Phật giáo và Đạo giáo, cho rằng mê tín, thế nhưng sau khi nghe phương thức cầu đảo của Đạo gia, bèn mời ngay Đạo sĩ Tần Anh (秦英) đến cầu đảo. Thái tử khỏi bệnh, Thái Tông vui mừng, bèn sai 3 người xuất gia, rồi nhân đó cho tu sửa Tây Hoa quán và Phổ Quang tự.
Năm 633, Thái tử Thừa Càn lại sinh bệnh. Thái Tông lo lắng mệnh cao tăng Tây Trúc cầu đảo ngày đêm, phù hộ độ trì cho Thái tử. Nhanh chóng sau đó, Thái tử khỏi bệnh, Thái Tông vui mừng thưởng cho các cao tăng lụa là, gấm vóc. Nhân sợ Thái tử quá khổ cực trau dồi kiến thức, Thái Tông lệnh không cho Thái tử đọc sách quá nhiều, mà chỉ cần cùng Khổng Dĩnh Đạt nói chuyện về tiền nhân xưa. Tuy vậy, Thừa Càn không những không tự cao tự đại, bỏ bê việc học, trái lại còn trau dồi cao hơn khả năng kinh bang tế thế. Có lần, Thái Tông thử hỏi ông về kế sách trị nước, ông liền viết ngay 3 trang giấy, nội dung lấy pháp luật làm trọng, là điều căn bản chính yếu của việc an bang tế thế. Đường Thái Tông đọc xong, phi thường vui mừng, không ngớt lời khen ông trước bá quan văn võ.
Năm 635, ông thành thân với Tô thị, con gái của Tô Đản (苏亶), cháu gái của đại thần nhà Tùy là Tô Uy (苏威). Cùng năm đó, Thái thượng hoàng băng hà, Thái Tông bận việc lo tang lễ mà chểnh mảng việc triều chính. Khi đó, Thái tử Lý Thừa Càn được mệnh giám quốc, quản lý việc lớn nhỏ trong triều. Sau khi tang lễ đã lo chu đáo, Thái Tông trở lại nắm quyền, nhưng Thái tử vẫn được giao những việc quốc sự nhỏ. Từ đó về sau, mỗi khi Thái Tông rời khỏi Trường An, Thái tử đều được giao việc giám quốc.
Năm 636, khi được 17 tuổi, mẹ của Thừa Càn là Trưởng Tôn Hoàng hậu lâm bệnh nặng. Ông kiến nghị với mẹ đưa ra đại xá thiên hạ và khuyến khích muôn dân đi tu theo Phật giáo và Đạo giáo nhằm hưởng thánh ân. Hoàng hậu không đồng ý, vì biết rằng Thái Tông không cho phép Đạo giáo và Phật giáo lưu hành rộng rãi. Thái tử Thừa Càn sau đó bàn bạc với Phòng Huyền Linh để ông đưa ra kiến nghị với Hoàng đế. Thái Tông muốn đại xá thiên hạ, nhưng bị Trưởng Tôn Hoàng hậu ngăn cản. Năm đó, Hoàng hậu qua đời.

## Mâu thuẫn với Lý Thái
Vào thời điểm này, Ngụy vương Lý Thái, em trai cùng mẹ với Thái tử nổi tiếng là một người thông tuệ văn chương, được Thái Tông sủng ái hơn hẳn Thừa Càn. Lý Thái từ lâu có tâm ý muốn thay thế anh trai, càng ra sức rèn luyện và không ngừng gây khó dễ cho Thái tử.
Năm 641, Thái Tông có việc đi Tây kinh Lạc Dương, Thái tử Lý Thừa Càn nhận mệnh giám quốc, phụ giúp là cậu của mẹ ông, Cao Sĩ Liêm (高士廉). Trong thời gian này, Lý Thừa Càn không vừa ý với những lời can gián của Vu Chí Ninh (于志寧), bèn phái sát thủ gồm 2 người là Trương Sư Chính (張師政) và Hột Can Thừa Cơ (紇干承基) để giết Chí Ninh, nhưng 2 người đều thấy Chí Ninh đã than khóc trước linh cữu của Trưởng Tôn hoàng hậu, bèn thôi không giết ông ta nữa. Trong thời gian này, Lý Thái lôi kéo đại thần trong triều, đã dần chiếm được 5 sự yêu quý của Thái Tông vượt trên Thái tử. Đại thần Chử Toại Lương (褚遂良) can gián, vì việc này sẽ tạo nên hiềm khích, Thái Tông bèn ban thưởng hậu hĩnh tiền bạc cho Thái tử, khiến ông dần tiêu xài xa hoa lãng phí. Trương Huyền Tố (張玄素) can ngăn Thái tử, khiến Thái tử tức giận và sai người đánh đập ông ta suýt mất mạng.
Trong triều dần chia ra phe phái ủng hộ Thái tử và Ngụy vương Lý Thái, đảng tranh kịch liệt căng thẳng và ngày càng lộ liễu. Để chế ngự việc này, Thái Tông đã mệnh đại thần Ngụy Trưng làm thầy dạy cho Thái tử, nhưng những tin đồn vẫn không thuyên giảm. Dù vậy, năm 643, Thái Tông công khai tuyên bố, nếu Thái tử đột ngột qua đời, thì người thừa kế là con trai Thái tử, Lý Tượng (李象), chứ không phải một Hoàng tử nào khác.
Tương truyền, Thái tử Lý Thừa Càn ham mê nữ nhân, thích ca cầm, săn bắn và thường lãng phí thời gian vào những thứ này. Ông thường thực hiện những tục lệ của mặc y phục Đột Quyết và nói tiếng Đột Quyết, và đặc biệt yêu thích lối cắm trại của Đột Quyết. Những hành động của Thái tử làm cho Hoàng đế vô cùng tức giận. Thậm chí, ông còn sủng ái một nam nhân, đặt tên là Xứng Tâm (稱心). Bên ngoài đồn rằng hai người có tình cảm như nam nữ. Ông còn sủng ái các Đạo sĩ như Tần Anh và Vi Linh Phù (韋靈符), ra lệnh cho họ dùng pháp thuật. Thái Tông biết chuyện, liền xử chết Xứng Tâm và các Đạo sĩ. Thừa Càn cho rằng Lý Thái là kẻ bẩm báo thánh thượng nên vô cùng hận Lý Thái.
Buồn rầu vì cái chết của Xứng Tâm, Thái tử hàng tháng không thượng triều và ra lệnh lập đền thờ Xứng Tâm ngay trong Đông cung.

## Bị phế và qua đời
Lúc ấy, Ngụy vương Lý Thái đã vững mạnh phe phái trong triều, những người này thường xuyên truyền tin ca ngợi tài năng của Lý Thái, cố làm cho quần thần tin rằng Lý Thái mới xứng đáng làm Thái tử. Lý Thừa Càn ngày càng lo sợ, liền bàn bạc với cận thần sách lược đối phó. Những đồng minh của ông bao gồm người chú Hán vương Lý Nguyên Xương (李元昌), Đại tướng quân Lý An Nghiễm (李安儼), người anh em họ Triệu Tiết (趙節) và em rể là Phò mã Đỗ Hà (杜荷), con trai Đỗ Như Hối và là chồng của em gái ông Thành Dương công chúa. Sau này, ông còn mời Đại tướng Hầu Quân Tập (侯君集) làm đồng minh, mưu đồ tạo phản.
Năm 643, em trai khác mẹ của ông là Tề vương Lý Hựu (李祐) bất mãn với cận thần của ông là Quyền Vạn Kỉ (權萬紀), đã giết Vạn Kỉ và nổi loạn. Cuộc nổi loạn nhanh chóng bị đánh bại, bị bắt trong nhóm đó có thuộc hạ của Thái tử là Hột Can Thừa Cơ (紇干承基). Để tự bảo vệ mình, Thừa Cơ đã tiết lộ âm mưu của Thái tử khiến Thái Tông vô cùng chấn động. Thái Tông biết chuyện, vô cùng sửng sốt, bèn triệu các đại thần Trưởng Tôn Vô Kỵ, Phòng Huyền Linh đến xem xét sự tình. Cuối cùng, tội của Thái tử được định. Thái Tông hỏi ý các đại thần nên xử trí thế nào, có người đề nghị tha mạng cho Thái tử, Thái Tông phê chuẩn. Hoàng đế phế Thái tử làm thường dân và ban chết cho các đồng minh của Thừa Càn, bao gồm Hầu Quân Tập.
Lúc đầu, Thái Tông nói với Lý Thái sẽ lập ông làm Thái tử. Nhưng sau đó, Thái Tông lại sớm cho rằng chính mưu đồ của Lý Thái đã dẫn đến sự lầm đường của Thừa Càn. Trong một lần, Thái Tông thăm viếng Thừa Càn, phế Thái tử đã nói: "Nhi thần vốn đã là Thái tử, chẳng mong đợi gì nữa. Chẳng qua vì Lý Thái thường xuyên đối kháng với nhi thần, nên nhi thần mới phải bàn kế với cận thần để bảo vệ bản thân. Những kẻ tham vọng vô đáy kia đã đẩy nhi thần vào đường tạo phản. Nếu phụ hoàng phong Lý Thái làm Thái tử, chính là đã rơi vào bẫy của hắn."
Thái Tông liền cho rằng lời nói của Thừa Càn hơp tình hợp lý. Lúc ấy, Trưởng Tôn Vô Kỵ dâng tấu lập một người con trai khác của Trưởng Tôn hoàng hậu, Tấn vương Lý Trị làm Thái tử, Thái Tông phê chuẩn, đồng thời bắt giữ người nhà và giáng quyền Lý Thái. Tuy vậy, Lý Thái vẫn giữ vương vị. Mùa thu năm 643, Thái Tông lưu đày Lý Thừa Càn và Lý Thái đến Kiềm Châu (黔州; nay là Trọng Khánh).
Khoảng đầu năm 645, Thừa Càn qua đời. Thái Tông ra chỉ mai táng theo nghi lễ của một vương công. Về sau, cháu nội của Thừa Càn là Lý Quát Chi (李适之) làm quan thời Đường Huyền Tông Lý Long Cơ, đã xin cho ông nội mình được truy điệu. Vào năm 736, Huyền Tông truy tặng Thừa Càn tước Thường Sơn vương (恆山王), thụy là Mẫn (愍).

## Gia đình

### Phụ mẫu
- Phụ thân: Đường Thái Tông Lý Thế Dân (李世民).
- Mẫu thân: Trưởng Tôn Hoàng hậu (长孙皇后).

### Thê thiếp
- Thái tử phi Tô Đản (太子妃苏擔 ) là con gái Tô Uy ,thành thân năm Trinh Quán thứ chín.
- Lương đệ Trương thị (良娣张氏),
- Thiếp Vương thị (王氏)

#### Nam sủng
- Xứng Tâm (称心), tương truyền.

##### Con cháu
- Lý Tượng (李象), Thái thú Kỳ Xuân quận, tặng Việt Châu Đại đô đốc, Tuân quốc công (郇国公).
  - Lý Tần (李玭), Thái tử Chiêm sự, tặng Bí thư giám, Hữu vũ vệ Đại tướng quân.
    - Lý Chân (李真), Thượng thư Tả thùy.
    - Lý Dực (李廙), Văn bộ Viên ngoại lang → Cấp sự trung, Hà Nam doãn, Giang Hoa Thái thú → Thái tử Tả thứ tử → Quang Lộc đại phu → Thượng thư Tả thừa.
      - Lý Vị (李位), Ung Châu Kinh lược sứ, thê tử Trần thị, con gái Ung Châu Kinh lược sứ Trần Đàm (陈昙), có hai con gái gả Bác Lăng Thôi Hành Kiệm (崔行俭), Huỳnh Dương Trịnh Sư Trinh (郑师贞).
        - Lý Xung (李冲), tự Đại Thụ (大受), Hương Cống tiến sĩ, thê tử là Phạm Dương Lư thị.

  - Lý Tịnh (李静), tặng Sứ trì tiết Tề Châu chư quân sự, Tề Châu Thứ sử.
  - Lý Xương (李昌), tự Thích Chi (适之), Quang Lộc đại phu, Nghi Xuân quận Thái thú, Vị Nguyên huyện Khai quốc công (开国公), thê tử: Hứa thị.
    - Lý Tuyết (李雪), Triều nghị đại phu, Thái thường thừa, Ba Lăng quận Biệt giá.
      - Lý Đỉnh (李鼎).
- Lý Y (李医), mất sớm.
- Lý Quyết (李厥), tự Quyết Khanh (厥卿), Ngạc Châu Biệt giá, tặng Sứ trì tiết Thanh Châu chư quân sự, Thanh Châu Thứ sử, Tông chính khanh. Vợ là Vương Kiêu Phạm (王憍梵), con gái Vương Thủ Lễ (王守礼).
  - Lý Sưởng (李昶), Hán Châu Thứ sử, Tả hữu vũ lâm Tướng quân.
    - Lý Trạch (李泽), Hà Nam phủ Trường Thủy Huyện lệnh.
      - Lý Thiệp (李惬), Kinh Triệu phủ Binh tào tham quân.
        - Lý Lập Tắc (李立则), Kiểm giáo Hộ bộ Viên ngoại lang, Thị ngự sử.
          - Lý thị (李氏), gả Nghiêm Dũ (严愈).

    - Lý Dịch (李液), tự Đức Nhuận (德润), Tị Thủy huyện lệnh, Thọ An huyện lệnh, Triều tán đại phu. Năm 756, chết trong loạn An Sử, truy tặng Vệ úy khanh, thê tử là Huỳnh Dương Trịnh thị, con gái Trịnh Hiếu Thức (郑孝式).
      - Trưởng nữ gả Nam Dương Hằng Châu Trướng sử Đặng Thừa Dụ (邓承裕)
      - Thứ nữ gả Thái tử Tẩy mã Quách Bật (郭弼)
      - Tiểu nữ xuất gia.

    - Lý Hoài (李怀), Triều nghị lang, Hà Trung phủ Lâm Tấn huyện lệnh. Nguyên phối Quách thị, con gái Hứa Châu Trường Xã huyện lệnh Quách Chính (郭正), kế thất Chử thị, con gái Vụ Châu Kim Hoa huyện thừa Chử Dương (褚晹).
      - Lý Duyệt (李悦), Phủ Châu Lục sự tham quân, lấy Vương thị, con gái Đồng Châu Biệt giá Thái Nguyên Vương Thao (王滔).
      - Lý Khản (李侃), Hoằng văn quán Minh kinh.

    - Lý Hồn (李浑).

  - Lý Húc (李旭), Phù Phong quận Thái thú.
  - Lý Đĩnh (李艇), Hán Châu Thứ sử, Tả hữu vũ lâm Tướng quân.